# بدر شیروانی
بدر شیروانی (۷۶۵ ه‍.خ — ۸۲۸) شاعر پارسی‌سرای دربار شروان‌شاهان بود. او علاوه بر فارسی اشعاری به زبان‌های عربی، ترکی آذربایجانی و گویش‌های فارسی حاشیه دریای خزر نیز سروده است. بدر در سال ۸۲۸ خورشیدی در زادگاهش شماخی درگذشت. محل آرامگاه بدر شیروانی نامشخص است.

## ارجاع‌ها
1. ↑  Losensky 2009.